# Прапор Красноярського краю
Прапор Красноярського краю є символом Красноярського краю. Прийнято 27 березня 2000 року.

## Опис
Прапор Красноярського краю являє собою прямокутне червоне полотнище, посередині прапора розташований герб краю; висота зображення герба становить 2/5 висоти полотнища. Відношення ширини полотнища до довжини — 2:3.